# 卡蒙多象尊
卡蒙多象尊（法語：Éléphant Camondo），又称殷商象形尊、青铜象尊、象尊，商朝青铜象形鸟兽尊，现藏于法国巴黎吉美国立亚洲艺术博物馆。

## 出土与收藏
该象尊被认为出土于湖南省，确切的出土地点不详。
1903年6月5日至10日，法国巴黎德鲁奥拍卖行举行“中国和日本的艺术品：瓷器、青铜器、漆器、景泰蓝、佩刀护手、织物等——已故保罗・布雷诺先生旧藏”的专题拍卖，保罗・布雷诺曾是卢浮宫之友协会财务总监，1902年3月16日在巴黎去世。法国银行家、音乐家、收藏家艾萨克·德·卡蒙多伯爵以3000法郎的价格拍得该件象尊。它在拍卖目录中被编号为405，描述为“大件象，风格古老，背上附圆腹型壶，可能为后代加制；动物站立，短鼻上卷；象体全身如同壶一样雕有丰富的纹饰；绿锈色；高1米、宽0.95米。”
1903年当年，卡蒙多便将它捐赠给国家，但保留生前的使用权。1911年，卡蒙多去世。次年（1912年），该象尊同卡蒙多生前收藏的西方家具、日本版画等一同转入卢浮宫。1914年，卢浮宫远东分部将其归入“缅甸或高棉雕塑”，编号291，藏品目录仅描述其为“绿色青铜象”。1922年，卢浮宫重新将其归为“中国雕塑”，认为其属于“公元前3世纪前的中国艺术”。
1940年代开始，法国国有博物馆收藏大规模重新组合，卢浮宫出让部分中国文物给吉美等博物馆。1945年，该象尊被转入吉美国立亚洲艺术博物馆。1975年，它曾在美国纽约“吉美博物馆珍品展”上展出。2004年中法文化年之际，它曾被借到上海博物馆展出，是首次回到中国展出。

## 形制

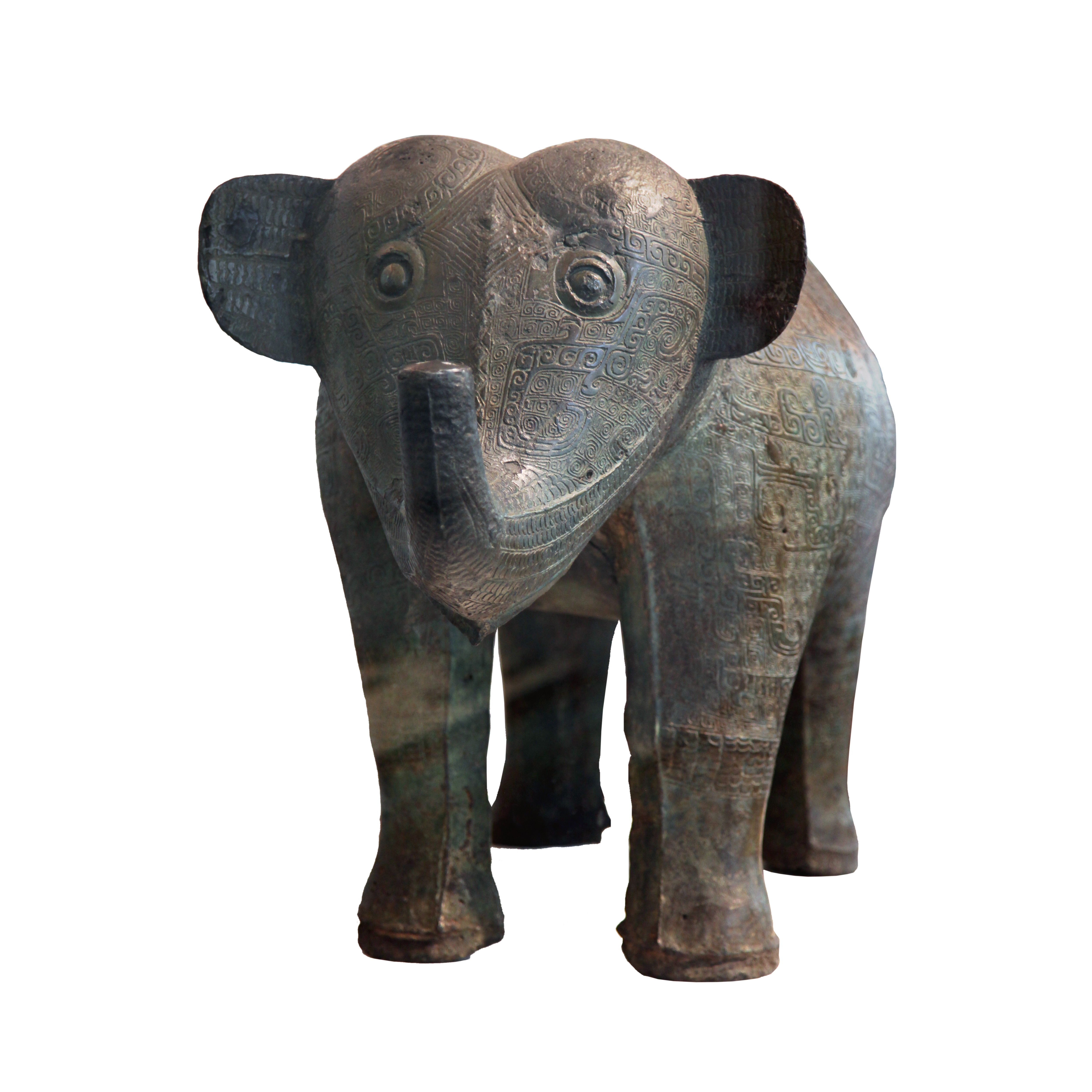
正面图片

该象尊体型庞大，长96厘米，高64厘米，宽45厘米，背部开口长26厘米，宽21厘米，是所知的动物形尊中最大的一件。该象尊被认为属殷商晚期文物，推测其制作者来自长江流域中部盆地。
该象尊器壁较薄，呈青黑色。象腹外两侧饰有牛角兽面纹，两旁加饰倒夔纹，主纹周围饰云雷纹，象背开口，器盖已失。象鼻较短上翘，双耳横张，小尾右卷，四足较粗。象头部刻有兽面纹，象耳、象鼻两侧、四足中段和器口周边饰有鳞片纹。
该象尊继承了陶工的造型艺术和玉雕的装饰艺术，是采用耐火粘土分段模具制成，沿着动物的腿和腹部处仍留有不同部分连接的锋利边缘。